# Rugosana verrucosa
Rugosana verrucosa är en insektsart som beskrevs av Delong 1942. Rugosana verrucosa ingår i släktet Rugosana och familjen dvärgstritar. Inga underarter finns listade i Catalogue of Life.